# Eden Phillpotts
Eden Phillpotts (* 4. November 1862 in Mount Abu, Rajasthan, Indien; † 29. Dezember 1960 in Broad Clyst bei Exeter) war ein englischer Schriftsteller.

## Leben
Phillpotts war der älteste Sohn des Armeeoffiziers Henry Phillpotts (1828–1865) und dessen Ehefrau Adelaide Matilda Waters (1843–1921). Als sein Vater 1865 starb, ging seine Mutter mit ihm und seiner Schwester zurück nach England und ließen sich bei Verwandten in South West England nieder.
Phillpotts besuchte die Mannamead School in Plymouth. Mit 17 Jahren verließ er 1879 seine Mutter um nach London zu gehen. Dort fand er eine Stelle als Schreiber bei der Sun Insurance Company, wo er die nächsten zehn Jahre arbeiten sollte. Parallel dazu besuchte er zwei Jahre lang eine Schauspielschule, gab aber dann seinen Plan Schauspieler zu werden auf und widmete sich nur noch dem Schreiben. Für seine literarischen Ambitionen blieben ihm in dieser Zeit nur die Nachtstunden, bis der Erfolg als Schriftsteller seinem Leben die erhoffte Wende gab.
Trotz seiner Erfolge gab Phillpotts erst 1890/91 seinen Brotberuf auf und wurde Redakteur der gerade neugegründeten Zeitschrift Black & White. Am 18. November 1893 heiratete er Emily Topham († 1928) und hatte mit ihr zwei Kinder: die spätere Schriftstellerin Adelaide Ross (1896–1993) und Henry.
1899 ging Phillpotts zusammen mit seiner Familie nach Devon und ließ sich in Torquay nieder; dort wurde er Nachbar der Schriftstellerin Agatha Christie. Als seine Ehefrau starb, heiratete er nach dem obligaten Trauerjahr 1929 Lucy Robina Joyce († 1968). Mit ihr ließ er sich noch im selben Jahr in Broad Clyst nieder, wo er bis an sein Lebensende wohnte.
Mit 98 Jahren starb Eden Phillpotts am 29. Dezember 1960 und seinem letzten Wunsch entsprechend, wurde seine Asche über Dartmoor verstreut.

## Rezeption
Philpotts war einer der produktivsten und facettenreichsten Schriftsteller in Devon. Sein „Dartmoor-Zyklus“ umspannt die gesamte Region und wurde in 18 Romanen veröffentlicht. Das erste Werk der Reihe war Children of the Mist (1898), und den Abschluss bildete Children of Men (1923). Am bekanntesten wurde wahrscheinlich die tragische Erzählung The Secret Woman (1905).
Einer seiner Romane, Widecombe Fair, inspiriert von dem jährlichen Markt in der Ortschaft Widecombe-in-the-Moor, war die Vorlage für seine Komödie The Farmer’s Wife. Dieses Theaterstück wurde 1927 von Alfred Hitchcock unter dem Titel The Farmer’s Wife verfilmt.
Neben seinen Novellen umfasst sein Werk auch Gedichte, Kurzgeschichten und Theaterstücke. Seine Kriminalromane veröffentlichte er teilweise unter dem Pseudonym Harrington Hext. Auch in Zusammenarbeit mit Arnold Bennett und Jerome K. Jerome entstanden einige Stücke; auch Tochter Adelaide gilt als wichtige Mitarbeiterin und Bearbeiterin seiner Stücke.
Philpotts war ein früher Förderer und Freund von Agatha Christie, die seine Arbeiten sehr schätzte und ihn regelmäßig besuchte; Christie widmete ihm den Roman „Das Haus an der Düne“ (engl. „Peril at End House“). Er schrieb zahlreiche Werke unterschiedlicher literarischer Bedeutung, darunter Kriminal- und Gesellschaftsromane sowie Heimatromane mit hervorragenden Landschaftsbeschreibungen der Dartmoor-Region, außerdem Essays und Kinderbücher sowie lyrische und dramatische Werke.

## Werke (Auswahl)
- From the angle of 88. Hutchinson, London 1951.
- The farmer's wife.
- Widecombe fair.
- The things at their heels.
- The red redmaynes.
- The monster.
- The clue of the stars.
- The Captain'S Curio.